# Brachionidium imperiale
Brachionidium imperiale là một loài thực vật có hoa trong họ Lan. Loài này được Luer & Hirtz ex Harling & L.Andersson mô tả khoa học đầu tiên năm 2005.